# Davide Calabria
Pour les articles homonymes, voir Calabria.
Davide Calabria, né le 6 décembre 1996 à Brescia en Italie, est un footballeur international italien qui évolue au poste d'arrière droit au Panathinaïkós.

## Biographie
En club
Né à Brescia en Italie, Davide Calabria est formé au Milan AC depuis ses 11 ans. Il réalise ses débuts en Serie A lors de la dernière journée de championnat le 30 mai 2015 lors d'une victoire trois buts à un contre l'Atalanta Bergame, en remplaçant poste pour poste Mattia De Sciglio en fin de match. Il est titularisé pour la première fois le 22 septembre suivant contre l'Udinese Calcio (victoire 2-3) et fait partie du 11 titulaire en finale de coupe d'Italie la même saison contre la Juventus (défaite 1-0). 
Lors de la saison 2017-2018, Calabria récupère le numéro 2 laissé vacant par De Sciglio à la suite de son transfert à la Juve. Il n'est alors que troisième dans la hiérarchie des latéraux après le nouveau venu Conti et l'expérimenté Abate. Cependant, la longue blessure du premier et la méforme du second lui permettent d'être de plus en plus titularisé au poste d'arrière droit. Il réalise un début d'année 2018 de haute volée, en enchainant les bonnes performances. Passeur décisif lors des chocs importants face à la Sampdoria et la Lazio de Rome, le défenseur s'offre même le luxe de signer le premier but de sa carrière en faisant le break contre l'AS Roma pour une victoire deux buts à zéro à l'Olimpico le 25 février. Il récidive le 25 août, en inscrivant une nouvelle fois le but du break face au Napoli dans l'enceinte du stade San Paolo, mais le résultat ne suit pas : les Napolitains remontent au score grâce à un doublé de Zieliński et s'impose finalement trois buts à deux grâce à un but de Dries Mertens.
Le 9 juillet 2021, Davide Calabria prolonge son contrat avec le Milan jusqu'en juin 2025.
Au début de la saison 2021-2022, son coach Stefano Pioli lui donne sa confiance et lui confie le brassard de capitaine et le place en tant que titulaire indiscutable où il inscrit deux buts et offre trois passes décisives en championnat dont une qui donne une victoire décisive à la course au scudetto face aux rivaux éternels l'Inter de milan.
Le 22 mai 2022, Davide Calabria commence le dernier match de la saison en étant capitaine, il est alors sacré champion d'Italie lors de cette saison 2021-2022, participant au dix-neuvième sacre de l'AC Milan.
Le 1er février 2025, Calabria quitte le centre d'entraînement de l'AC Milan à Milanello pour rejoindre le Bologne FC,. Deux jours plus tard, son prêt au Bologne FC, autre club de Serie A, jusqu'à la fin de la saison 2024-2025 est confirmé. En fin de saison, il remporte la Coupe d'Italie contre l'AC Milan.

### En équipe nationale
Davide Calabria représente l'Italie en sélection, il commence avec les moins de 17 ans, équipe avec laquelle il joue au total neuf matchs, tous en 2013.
Il réalise ses débuts avec les espoirs italiens le 13 octobre 2015, lors d'un match contre la république d'Irlande rentrant dans le cadre des éliminatoires de l'Euro espoirs 2017 (victoire 1-0 au stade Romeo-Menti). Il entre sur le terrain à la 75e minute de jeu, en remplacement de Kingsley Boateng (en).
Le 7 novembre 2020, Davide Calabria est appelé pour la première fois par Roberto Mancini, le sélectionneur de l'équipe nationale d'Italie. Il honore sa première sélection le  11 novembre 2020, face à l'Estonie, en entrant en jeu à la place de Danilo D'Ambrosio. Son équipe s'impose ce jour-là par quatre buts à zéro. En mai 2021, il n'est pas sélectionné par Roberto Mancini pour disputer l'Euro 2020 où l'Italie remporta le titre. En octobre 2021, il participe à la phase finale de la Ligue des nations 2021 en rentrant en jeu à la place de Nicolò Barella, mais son équipe n'arrive pas à s'imposer contre l'Espagne et la Squadra Azzurra terminera troisième.
En juin 2022, Davide Calabria commence en tant que titulaire pour la première fois de sa carrière où il réalise une bonne prestation. Son équipe s'impose ce jour-là deux buts à un face à la Hongrie en Ligue des nations.

## Statistiques
| Saison                | Club                  | Championnat           | Championnat | Championnat | Championnat | Coupe(s) nationale(s) | Coupe(s) nationale(s) | Coupe(s) nationale(s) | Supercoupe | Supercoupe | Supercoupe | Compétition(s) continentale(s) | Compétition(s) continentale(s) | Compétition(s) continentale(s) | Compétition(s) continentale(s) | Total | Total | Total |
| Saison                | Club                  | Division              | M.          | B.          | P.d.        | M.                    | B.                    | P.d.                  | M.         | B.         | P.d.       | Comp.                          | M.                             | B.                             | P.d.                           | M.    | B.    | P.d.  |
| 2014-2015             | AC Milan              | Serie A               | 1           | 0           | 0           | -                     | -                     | -                     | -          | -          | -          | -                              | -                              | -                              | -                              | 1     | 0     | 0     |
| 2015-2016             | AC Milan              | Serie A               | 6           | 0           | 0           | 2                     | 0                     | 0                     | -          | -          | -          | -                              | -                              | -                              | -                              | 8     | 0     | 0     |
| 2016-2017             | AC Milan              | Serie A               | 12          | 0           | 1           | 1                     | 0                     | 0                     | -          | -          | -          | -                              | -                              | -                              | -                              | 13    | 0     | 1     |
| 2017-2018             | AC Milan              | Serie A               | 21          | 1           | 3           | 4                     | 0                     | 0                     | -          | -          | -          | C3                             | 5                              | 0                              | 0                              | 30    | 1     | 3     |
| 2018-2019             | AC Milan              | Serie A               | 26          | 1           | 1           | 2                     | 0                     | 0                     | 1          | 0          | 0          | C3                             | 4                              | 0                              | 0                              | 33    | 1     | 1     |
| 2019-2020             | AC Milan              | Serie A               | 25          | 1           | 1           | 2                     | 0                     | 0                     | -          | -          | -          | -                              | -                              | -                              | -                              | 27    | 1     | 1     |
| 2020-2021             | AC Milan              | Serie A               | 32          | 2           | 1           | 1                     | 0                     | 0                     | -          | -          | -          | C3                             | 6                              | 0                              | 0                              | 39    | 2     | 1     |
| 2021-2022             | AC Milan              | Serie A               | 26          | 2           | 3           | 3                     | 0                     | 0                     | -          | -          | -          | C1                             | 4                              | 0                              | 0                              | 33    | 2     | 3     |
| 2022-2023             | AC Milan              | Serie A               | 25          | 1           | 4           | 1                     | 0                     | 0                     | 1          | 0          | 0          | C1                             | 6                              | 0                              | 0                              | 33    | 1     | 4     |
| 2023-2024             | AC Milan              | Serie A               | 29          | 1           | 3           | 2                     | 0                     | 0                     | -          | -          | -          | C1+C3                          | 6+4                            | 0                              | 1+0                            | 41    | 1     | 4     |
| 2024-2025             | AC Milan              | Serie A               | 7           | 0           | 0           | 1                     | 1                     | 0                     | 1          | 0          | 0          | C1                             | 5                              | 0                              | 0                              | 14    | 1     | 0     |
| Sous-total            | Sous-total            | Sous-total            | 210         | 9           | 17          | 19                    | 1                     | 0                     | 3          | 0          | 0          | -                              | 40                             | 0                              | 1                              | 272   | 10    | 18    |
| 2024-2025             | FC Bologne (prêt)     | Serie A               | 11          | 0           | 0           | 2                     | 0                     | 0                     | -          | -          | -          | -                              | -                              | -                              | -                              | 13    | 0     | 0     |
| Total sur la carrière | Total sur la carrière | Total sur la carrière | 221         | 9           | 17          | 21                    | 1                     | 0                     | 3          | 0          | 0          | -                              | 40                             | 0                              | 1                              | 285   | 10    | 18    |

### En sélection nationale
| Saison                | Sélection             | Phases finales              | Phases finales | Phases finales | Phases finales | Éliminatoires | Éliminatoires | Éliminatoires | Ligue des nations | Ligue des nations | Ligue des nations | Matchs amicaux | Matchs amicaux | Matchs amicaux | Total | Total | Total |
| Saison                | Sélection             | Compétition                 | M              | B              | Pd             | M             | B             | Pd            | M                 | B                 | Pd                | M              | B              | Pd             | M     | B     | Pd    |
| --------------------- | --------------------- | --------------------------- | -------------- | -------------- | -------------- | ------------- | ------------- | ------------- | ----------------- | ----------------- | ----------------- | -------------- | -------------- | -------------- | ----- | ----- | ----- |
| 2020-2021             | Italie                | -                           | -              | -              | -              | -             | -             | -             | 1                 | 0                 | 0                 | 1              | 0              | 0              | 2     | 0     | 0     |
| 2021-2022             | Italie                | Ligue des nations 2021-2022 | 1              | 0              | 0              | 2             | 0             | 0             | 2                 | 0                 | 0                 | -              | -              | -              | 5     | 0     | 0     |
| Total sur la carrière | Total sur la carrière | Total sur la carrière       | 1              | 0              | 0              | 2             | 0             | 0             | 3                 | 0                 | 0                 | 1              | 0              | 0              | 7     | 0     | 0     |

## Palmarès

### En club
| AC Milan (2) | Bologne FC (1)                       |
| --- | ------------------------------------ |
| - Championnat d'Italie - Champion en 2022 - Vice-champion en 2021 et 2024 - Supercoupe d'Italie - Vainqueur en 2024 - Finaliste en 2019 et 2023 - Coupe d'Italie - Finaliste en 2016 et 2018 | - Coupe d'Italie - Vainqueur en 2025 |